# Parathaia infumata
Parathaia infumata är en insektsart som beskrevs av Kuoh 1982. Parathaia infumata ingår i släktet Parathaia och familjen dvärgstritar. Inga underarter finns listade i Catalogue of Life.